# ستيوارت كارزويل
ستيوارت كارزويل (بالإنجليزية: Stuart Carswell) هو لاعب كرة قدم بريطاني، ولد في 9 سبتمبر 1993 في بلزهيل ‏ في المملكة المتحدة. لعب مع نادي سانت ميرين ونادي ماذرويل.

## وصلات خارجية
- ستيوارت كارزويل على موقع قاعدة بيانات كرة القدم.إي يو (الإنجليزية)
- ستيوارت كارزويل على موقع Soccerbase.com (لاعب) (الإنجليزية)
- ستيوارت كارزويل على موقع Soccerway.com (الإنجليزية)
- ستيوارت كارزويل على موقع عالم كرة القدم.نت (الإنجليزية)